# USS Higbee (DD-806)
USS Гіґбі (DD/DDR-806) — есмінець класу «Ґірінґ» ВМС США під час Другої світової війни. Був першим військовим кораблем США, названим ім'ям жінки-військової ВМС США, а саме головної медсестри Ліни Гіґбі (1874—1941), високого рангу медсестри ВМС, яка служила суперінтенданткою Корпусу медсестер ВМС США під час Першої світової війни, а сам клас суден «Ґірінґ» (англ. Gearing) — на честь американської родини, представники трьох поколінь якої гідно служили у ВМС США.
Гіґбі був спущений на воду 13 листопада 1944 р. фірмою Bath Iron Works, в Баті, штат Мен; за спонсорством пані А. М. Вітон, сестри покійної місіс Гіґбі; і введений в експлуатацію 27 січня 1945 року під командуванням Ліндсі Вільямсона.

## Друга світова війна

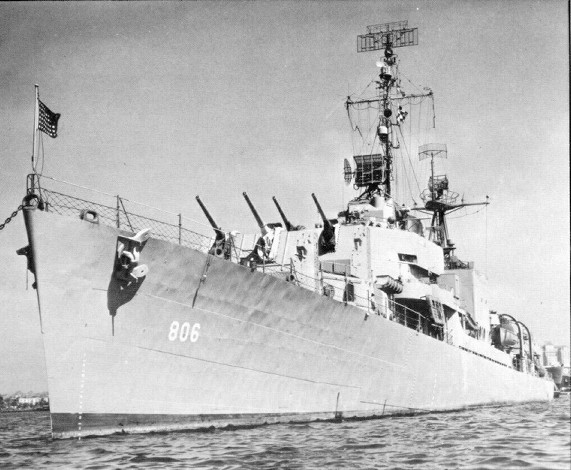
УСС Гіґбі в 1945 році

Після спуску Гіґбі негайно відплив до Бостона, де його переобладнали на радарний міноносець. Після обкатки в Карибському басейні він відплив до Тихого океану 24 травня, приєднавшись до 38-ї оперативної групи менш ніж за 400 миль від Токійської затоки 19 липня. «Стрибуча Ліна», як її охрестив екіпаж, охороняла авіаносці, коли їхні літаки здійснювали важкі повітряні атаки на материкову частину Японії до кінця бойових дій 15 серпня. Міноносець допомагав розчищати японські мінні поля та підтримував окупаційні війська протягом наступних семи місяців, нарешті повернувшись до Сан-Дієго 11 квітня 1946 року. У повоєнні роки Гіґбі здійснив два мирні круїзи по Західній частині Тихого океану, а також брав участь у навчаннях флоту та тактичних навчальних маневрах під час цих круїзів та біля Західного узбережжя. Під час свого другого круїзу по Західному Пацифіку Гіґбі супроводив важкий крейсер Toledo (CA-133) під час офіційних візитів нещодавно утворених урядів Індії та Пакистану влітку 1948 р.

## Корейська війна
Коли в червні 1950 р. війська комуністів вторглися до Південної Кореї 18 березня 1949 р., Гіґбі, на той час перейменований на DDR-806, був негайно переведений на узбережжя Кореї у складі 7-го флоту. Більшість його місій у Кореї полягало в оперативній підтримці дій групи Fast Carrier Task Force 77, реактивні літаки якої здійснювали рейди проти комуністичних позицій, та в забезпеченні ліній постачання. 15 вересня він був у складі берегової групи вогневої підтримки і стеження під час проведення десантної операції в Інчхоні. Гіґбі повернувся до Сан-Дієго 8 лютого 1951 року. У двох наступних перебуваннях в Кореї він продовжував прикриття оперативної групи авіаносців та координацію бомбардування берегових позицій. З метою захисту від можливості вторгнення комуністичних китайців до націоналістичного Китаю, Гіґбі також брав участь у патрулюванні протоки Формоза. Повернувшись до Штатів 30 червня 1953 року, він увійшов до доків верфі Лонг-Біч на піврічну модернізацію, в рамках якої відбулися основні структурні зміни, включаючи розширений бойовий інформаційний центр, новий радар висотного пошуку та вдосконалену зенітну батарею.

## Мирна служба
Потім радарний міноносець у мирному режимі діяв за схемою шестимісячних круїзів Західним Пацифіком, що чергувалися з періодом технічного обслуговування та навчань коло Сан-Дієґо. Діючи в складі з 7-го флоту під час своїх західнотихоокеанських круїзів, Гіґбі часто відвідував австралійські та південно-тихоокеанські порти, а також брав участь у маневрах флоту з підрозділами флоту SEATO. Його домашній порт був змінений на Йокосука, Японія, 21 травня 1960 року. Звідти Гіґбі продовжував круїз по Тихому океану та уздовж узбережжя Китаю, щоб посилити американські сили в Азії. Після дворічного перебування в Японії, 4 вересня 1962 року Гіґбі повернувся до свого нового порту призначення Сан-Франциско. 1 квітня 1963 року есмінець зайшов на суднобудівний завод капітального ремонту флоту (FRAM), який мав на меті покращити його бойові можливості та продовжити тривалість життя як активного члена флоту. 1 червня 1963 року Гіґбі було перейменовано на DD-806

## В'єтнамська війна

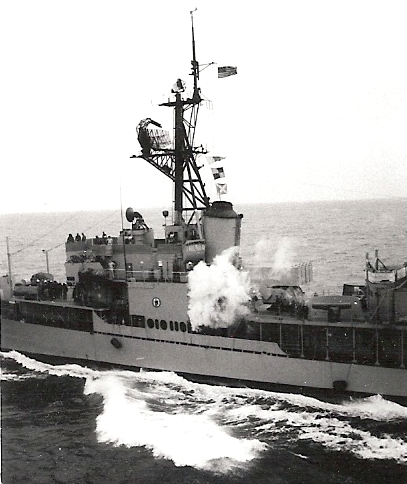
У роки війни у В'єтнамі Гіґбі мав паровозний свисток, прикріплений до головної палубної арматури. Шлейф пари з'являється, коли свистком салютують USS Chicago після заправки з крейсера.

Готовий до дій 3 січня 1964 року, Гіґбі проводив навчання на Західному узбережжі, перш ніж вирушити до Японії 30 червня і 18 липня дістався до свого нового порту, Йокосука. Під час інциденту в Тонкінській затоці в серпні есмінець прикривав авіаносці оперативної групи 77 (TF 77) у Південнокитайському морі. У лютому 1965 року Гіґбі підтримував 9-у бригаду морської піхоти  у місті Дананг, В'єтнам. У травні він брав участь у забезпеченні приводнення космічного корабля «Джеміні» в Західній частині Тихого океану. 1 вересня Гіґбі допоміг врятувати екіпаж з французького танкера Арсіное, коли той сів на мілину Скарборо в Південно-Китайському морі. Решту вересня Гіґбі здійснював артилерійську підтримку з моря біля берегів Південного В'єтнаму. У зворотному плаванні до домашнього порту корабель мав короткий захід у Гонконг. Під час стоянки в Гонконгу на кораблі була з почесним візитом принцеса Марґарет.

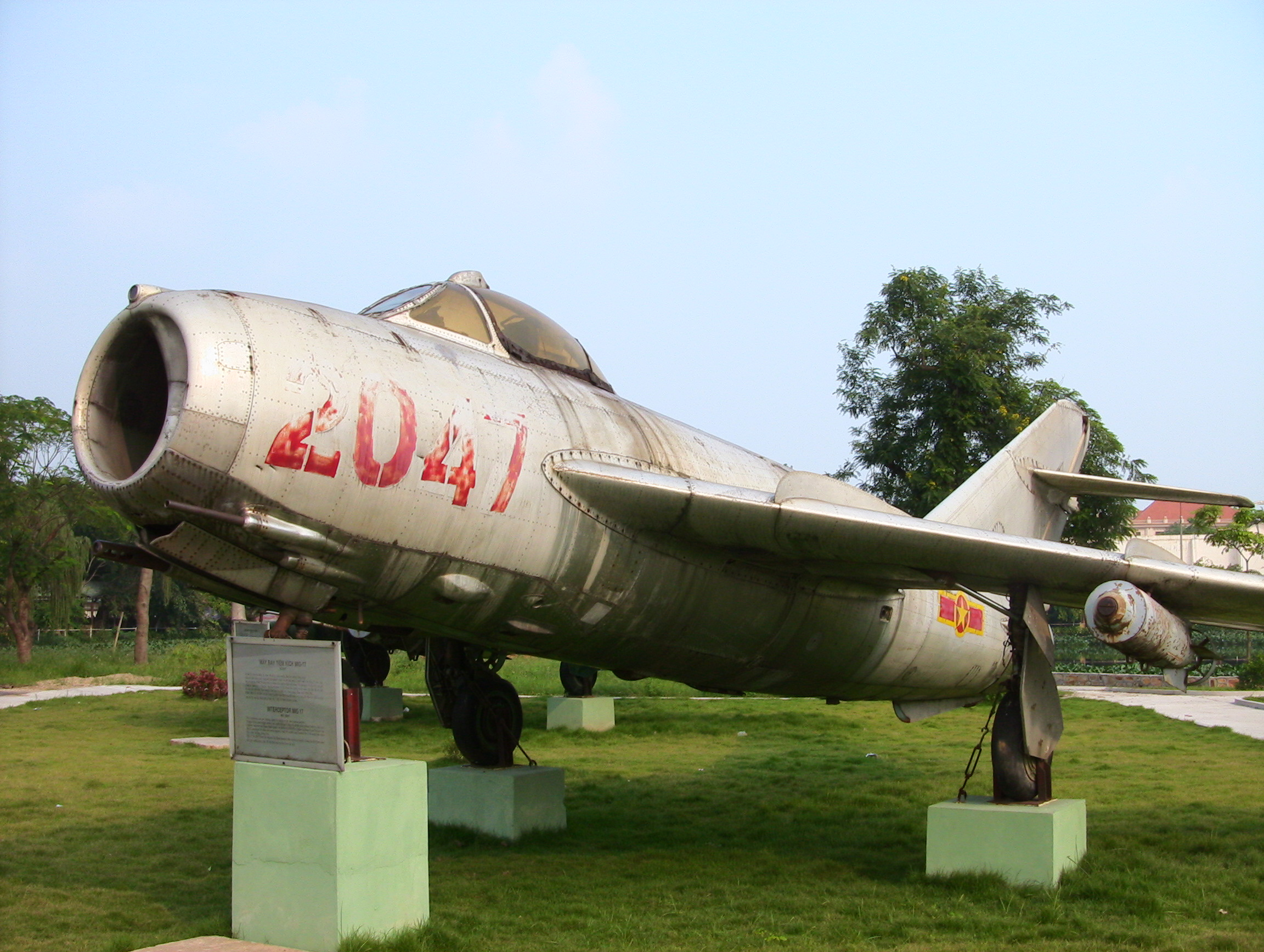
МіГ-17, пілотований Нгуєном Ван-Беєм, бомбив Гіґбі 19 квітня 1972 року

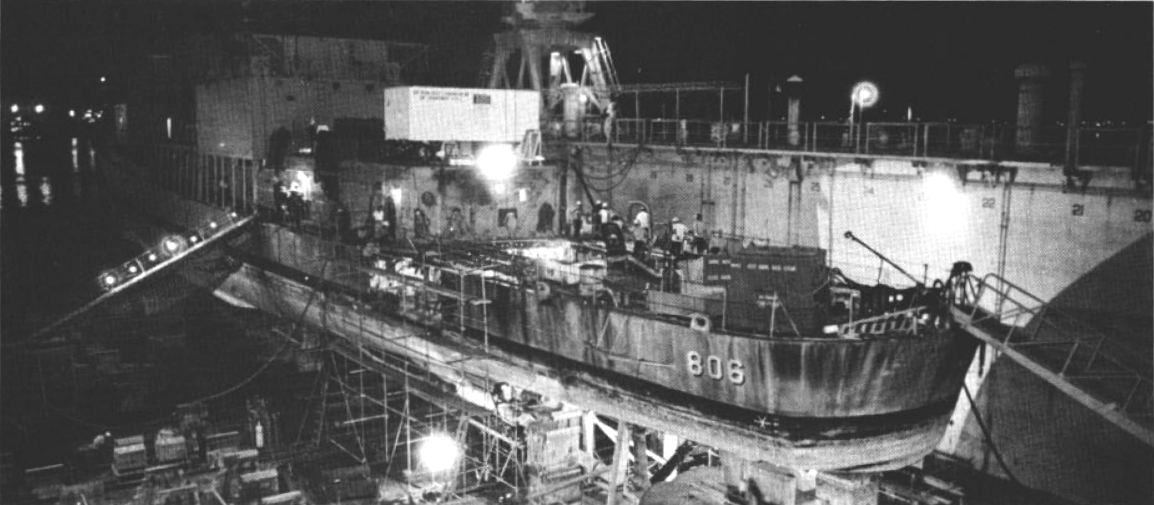
Гіґбі на ремонті в бухті Субік-Бей після бомбового удару

В кінці січня 1966 року, працюючи на північний схід від Лусона , Гіґбі виявив радянський гідрографічний корабель «Гідріфон». Повернувшись у квітні до Південного В'єтнаму, Гіґбі бомбардував позиції противника поблизу мису Сент-Жак та гирла річки Сайгон. 17 червня він вирушив з Йокосуки на Західне узбережжя, прибув до Лонг-Біч, його нового домашнього порту, 2 липня і вийшов звідти в 1967 році. У листопаді 1966 року Гіґбі та його ескадра провели дослідження в Акапулько, Мексика, де Боб Гоуп влаштував позапланову перевірку військовослужбовців у складі екіпажів. Перша половина 1967 року була проведена у доках на острові Маре для капітального ремонту, перш ніж повернутися до ТВД] у В'єтнамі. З 19 квітня 1972 року Higbee став першим військовим кораблем США, який потрапив під бомбардування під час війни у В'єтнамі,, коли два літаки ВПС Північного В'єтнаму МіГ-17 з 923-го винищувального авіаційного полку атакували есмінець, один з яких, пілотований Ле Сюанем Ді, скинув 250 -кілограмову бомбу на задню батарею 5-дюймових гармат, знищивши її.
Екіпаж 5-дюймової гармати був за межами своєї башти через осічку батареї, коли сталася повітряна атака, внаслідок якої четверо американських моряків зазнали поранень. Другий МіГ-17, яким літав Нгуєн Ван Бей, продовжував бомбити легкий крейсер «Оклахома-Сіті», завдавши лише незначних ушкоджень. Гіґбі був відремонтований у затоці Субік на Філіппінах, було знято кріплення гармати, яке в подальшому замінили, та усунені структурні пошкодження.
Незважаючи на те, що жодної зі сторін під час повітряної атаки не повідомлялося про офіційні втрати літаків, свідки на борту судна, що супроводжували розгорнуті оборонні заходи корабля USN, заявили, що в один із атакуючих МіГів потрапила ракета «земля-повітря», випущена з крейсера «Стеретт». 

## Повоєнна доля
Перший мирний час Гіґбі був у складі 27-ї ескадри есмінців, розміщеної в Лонг-Біч, штат Каліфорнія. Пізніші роки (після травня 1975 р.) були проведені в статусі есмінця військово-морських сил резерву з базою у Лонг-Біч, штат Каліфорнія, та Сіетлі, штат Вашингтон, як підрозділ DesRon 37. У 1978 році Гіґбі отримав найвищий бал за NGFS (підтримка військово-морських стрільб) з усіх інших кораблів ВМС США, і з цього приводу був представлений у журналі Surface Warfare.  Гіґбі був виведений з експлуатації та виключений зі списку ВМС 15 липня 1979 року. Гіґбі був потоплений як ціль 24 квітня 1986 року, близько 130 морська миля (240 км; 150 миля) на захід від Сан-Дієго в32°28′0.4″ пн. ш. 119°58′0.7″ зх. д. / 32.466778° пн. ш. 119.966861° зх. д.
Один з його якорів виставлений біля медичного корпусу військово-морської бази Мейпорт.

## Відзнаки
За свою службу у Другій світовій війні Гіґбі заробив одну бойову зірку та сім бойових зірок за службу у Корейській війні.

## Виноски
1. ↑  Фотографії, зроблені одним із членів екіпажу Sterett виразно показують МіҐ, уражений ракетою Тер'єр. Свідки бачили, як МіҐ розвалився на шматки після прямого потрапляння ракети, і його рештки попадали в море. (Commander Destroyer Squadron Nine staff).